# Громов Олександр Миколайович
Олександр Миколайович Громов (рос. Алекса́ндр Никола́евич Гро́мов, нар. 17 серпня 1959) — радянський і російський письменник-фантаст. Почав писати в 1986 р., вперше опублікований на початку 1990-х.
Лауреат премій «Зоряний міст» (2001, 2002, 2004, 2005, 2006), «Аеліта» (2006), «Блукач» (2001).
Працює в жанрі традиційної наукової фантастики. Хоча в більшості його книг світ «науково» опрацьований (Олександр Громов — колишній інженер-радіотехнік, а його поточне хобі включає любительську астрономію), в основному Громова цікавить «соціальна фантастика».

## Книги
- Мягкая посадка, 1995. Сборник. НН, Параллель
- Властелин пустоты, 1997. Романы. М., ЭКСМО
- Год лемминга, 1998. Романы. М., АСТ
- Ватерлиния, 1998. Роман. М., ЭКСМО
- Шаг влево, шаг вправо, 1999. Роман. М., АСТ
- Запретный мир, 2000. Роман. М., АСТ
- Тысяча и один день, 2000. Роман. М., АСТ
- Вопрос права, 2000. Сборник. М., АСТ
- Крылья черепахи, 2001. Роман. М., АСТ
- Тысяча и один день. Вычислитель. Сборник. М., АСТ, 2001
- Завтра наступит вечность, 2002. Роман. М., АСТ
- Глина господа бога, 2003. Сборник. М., АСТ, Ермак
- Первый из могикан, 2004. Роман. М., АСТ, 2004
- Антарктида Online, 2004. Роман. М., АСТ (спільно з Володимиром Васильєвим)
- Феодал, 2005. Роман. М., ЭКСМО
- Исландская карта, 2006. Роман. М., ЭКСМО
- Русский аркан, 2007. Роман. М., ЭКСМО
- Шанс для динозавра, 2009. Роман. М., ЭКСМО
- Игра в поддавки (в рамках проекту S.T.A.L.K.E.R, під псевдонімом Олександр Мітіч), 2010. Роман. М., ЭКСМО
- Ребус-фактор, 2010. Роман. М., ЭКСМО
- Человек отовсюду, 2010. Роман. М., ЭКСМО
- Запруда из песка, 2011. Роман. М., ЭКСМО
- Удивительная Солнечная система, 2012. М., ЭКСМО
- Реверс, 2013. Роман. М., АСТ (спільно з Сергієм Лук'яненко)

### Романи
- Антарктида ONLINE \\\ 2004 (спільно з В. Васильєвим)
  - скорочена версія — Фантастика-2002-3, 2002
- Ватерлиния \\\ Ватерлиния, 1998
- Властелин пустоты \\\ Властелин пустоты, 1997
- Год Лемминга \\\ Год Лемминга, 1998
- Завтра наступит вечность \\\ 2002
- Запретный мир \\\ 2000
- Запруда из песка \\\ 2011
- Игра в поддавки \\\ 2010 (під псевдонімом Олександр Мітіч)
- Исландская карта \\\ 2006
- Крылья черепахи \\\ 2001
- Менуэт святого Витта \\\
- Мягкая посадка \ Фантакрим MEGA, 1995, 4\\\ Мягкая посадка, 1995
- Наработка на отказ \ УС, 1994, 2-4
- Первый из могикан \\\ 2004
- Ребус-фактор \\\ 2010
- Реверс \\\ 2013 (спільно з Сергієм Лук'яненко)
- Русский аркан \\\ 2007
- Тысяча и один день \\\ 2000
- Феодал \\\ 2005
  - скорочена версія — Защита и опора \ Если, 2004, 11
- Человек отовсюду \\\ 2010
- Шаг влево, шаг вправо \\\ 1999
- Шанс для динозавра \\\ 2009

### Повісті
- Вычислитель \ Если, 2000, 8
- Змеёныш \ Если, 2005, 11
- Корабельный секретарь \ Если, 2003, 4
- Погоня за хвостом \ Если, 2001, 11
- Прыткая и Потаскун \ Если, 2006, 11
- Со Дна \ Если, 2012, 8
- Такой же, как вы \ Фантакрим MEGA, 1993, 6

### Оповідання
- Багровые пятна \\\ Вопрос права, 2000
- Бобугаби \ Если, 2009, 10
- Быль о маленьком звездолёте \ Если, 1998, 9
- Быть проще \\ Фантастика-2002-2, 2002
- Вдруг откуда-то летит… \\\ Глина Господа Бога, 2003
- Вопрос права \\\ Мягкая посадка, 1995
- Всем поровну! \ Если, 2004, 5
- Всяк сверчок \ Фантакрим MEGA, 1995, 2
- Глина господа Бога \\ Фантастика-2001, 2001
- Гурманы \\ Русская фантастика-2010, 2010
- Дарю тебе звезду \ Если, 2001, 5
- Двое на карусели \\ Пятая стена, 2002
- Девальвированный \ Реальность фантастики, 2004, 9
- Идеальная кандидатура \ ТМ, 1999, 5
- Кот-такт \ Если, 2007, 12
- Не ложись на краю \ Если, 1999, 7
- Новые гибриды \ AquaAnimals, 2005, 2
- Последнее дело Херлока Шолмса \ Реальность фантастики, 2004, 12
- Сбросить балласт \\ Спасти чужого, 2008
- Секундант \\ Фантастика-2000, 2000
- Сила трения качения \ Если, 2003, 11
- Скверна \\ Убить чужого, 2008
- Счастливая звезда \ Если, 1998, 1
- Текодонт \ ПИФ, 1991, 21
- Толстый, ленивый, опасный \ Звездная дорога, 2003, 2
- Трактат о наградах \ Проксима, 1997, 2
- Уступчивые \\\ Вопрос права, 2000
- Фальстарт \ Если, 2006, 2
- Циклогексан \\\ Циклогексан, 2009
- Я, Камень \\\ Вопрос права, 2000